# Östsamiska språk

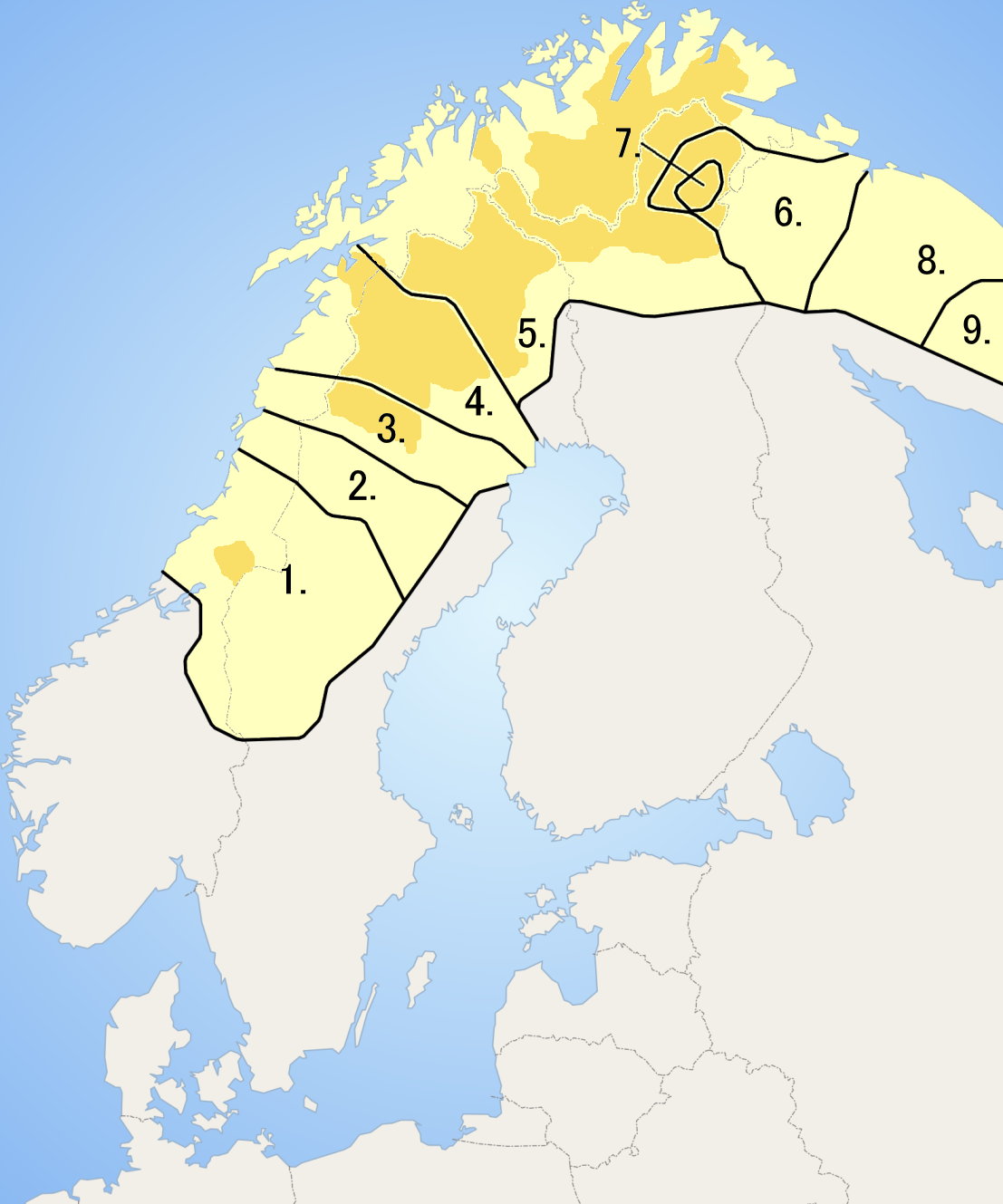
Karta över utbredning av samiska språkvarieteter: de östsamiska språken motsvarar siffrorna 6–9: 6. skoltsamiska, 7. enaresamiska, 8. kildinsamiska och 9. tersamiska. Mörkare gult anger kommuner där samiska har officiell språkstatus.

Östsamiska språk är en undergrupp av samiska språk. Dessa språk ingår i sin tur i den uraliska språkfamiljen. Den andra huvudgrupperingen av samiska språk är västsamiska språk.

## Indelning

### Grundläggande
Indelningen av de östsamiska språkvarieteterna varierar, men man talar huvudsakligen om sex, varav två idag är utdöda:
- tersamiska (levande)
- kildinsamiska (levande)
- enaresamiska (levande)
- skoltsamiska (levande)
- kemisamiska (utdöd sedan cirka 1850)
- akkalasamiska (utdöd sedan 2003)

### Detaljerad
Dessutom finns en mer detaljerad indelning som går ner på dialektnivå. Den kan motsvara följande listning:
- Östsamiska
  - peninsulär samiska[1]
    - tersamiska (nästan utdöd)
    - kildinsamiska (sam kill, omkring 700 talare)
    - kajanasamiska eller kainuusamiska (utdöd sedan 1700-talet)
    - kemisamiska (utdöd cirka 1850)

  - fastlandssamiska[1]
    - skoltsamiska språk
      - skoltsamiska (sää'mkiõll, omkring 300 talare)
        - nordlig skoltiska
          - neidenska (Neiden i Norge, utdöd[1])
          - paatsjoki[1]

        - sydlig skoltiska
          - suonikyläiska[1]
          - nuortijärvi-hirvasjärvisamiska[1]

      - akkalasamiska (utdöd sedan 2003[1])

    - enaresamiska (anarâškielâ, 200–300 talare)